# CS Pandurii Târgu Jiu
CS Pandurii Târgu Jiu, grundad 1962, var en fotbollsklubb i Târgu Jiu i Rumänien.
Pandurii har sedan grundandet mestadels spelat i de rumänska andra- och tredjedivisionerna. 2005 kvalificerade sig klubben för första gången för Liga I, och tillbringade därefter tolv säsonger i högstadivisionen innan de 2017 blev nedflyttade. Bästa ligaresultatet uppnådde Pandurii säsongen 2012/2013, då de slutade på en andraplats.
Efter andraplatsen i ligan fick Pandurii chansen att kvala till Europa League 2013/2014, och tog sig till gruppspel efter att ha slagit ut portugisiska Braga i playoff. Där slutade Pandurii sist i gruppen efter endast två oavgjorda matcher mot portugisiska Paços de Ferreira och inga segrar.